# プレーク・ピブーンソンクラーム
プレーク・ピブーンソンクラーム（タイ語: แปลก พิบูลสงคราม, ラテン文字転写: Plaek Phibunsongkhram, 1897年7月14日 - 1964年6月11日）または ピブーンソンクラーム男爵 (タイ語: หลวงพิบูลสงคราม, 英語: Luang Phibunsongkhram) は、タイの政治家である。首相を2度務めた。立憲革命時代から第二次世界大戦をまたいでタイの政治に大きな影響力を持ち続け、永年宰相というあだ名までつけられた。
日本においては、単にピブン、ピブーンなどと表記されているがこれはあくまで名字の一部であり、単なる便宜上の略称である。本人は ป. พิบูลสงคราม （P. Phibunsongkhram）と署名することが多かったといい、タイ国内の通称「ジョームポン・ポー（タイ語: จอมพล ป.、「ポー元帥」の意）」の由来でもある。旧姓は キータサンカ（ขีตตะสังคะ）。

## 名前
ピブーンソンクラームの名前はもともと、プレークのみであったが、後に名字キータサンカが加わった。仕官後はピブーンソンクラーム男爵という名前が下賜されたが、後にこれを返上し、ピブーンソンクラーム（官名）を1941年から名字（姓）にして、本名のプレークとつなげてプレーク・ピブーンソンクラームと名乗った。ちなみにタイにおいては階級（軍隊も含む）は国王から剥奪されない限り名乗ることが出来たため、階級が付いた名前が正式名称となる。つまり、プレーク・ピブーンソンクラーム元帥が正式名称である。

## 経歴

### 生い立ち
プレークは、1897年7月14日、バンコク近郊のノンタブリー県で農業を営んでいた林姓の華人・キートとタイ人の妻・サームアンの間に二男としてに生まれる。 生まれたときに耳の付き具合がおかしかったため、プレーク（おかしな）と名付けられた、その家族にはまだタイ語の名字がなかった。
1913年、ラーマ6世により名字令が発布されたため、林家もタイ語の名前、キータサンカを名乗るようになり、プレーク・キータサンカ（แปลก ขีตตะสังคะ - Pleak Khittasangkha）となった。プレークは少年時代、チュラチョームクラオ陸軍士官学校に学び、1915年に60人中12番目の成績で卒業する。
1921年参謀学校に入学し、首席で卒業した。また、首席卒業が称えられルワンという官位と、ピブーンソンクラームという欽錫名が与えられ、陸軍少将に配属された。（ちなみに後にピブーンソンクラーム男爵の呼称は国王に返上した。）この後プレークを名前とし、ピブーンソンクラームを名字として正式名称とした。
首席で卒業した特典として1924年5月（26歳）からフランスへ3年間の単身留学が許された。後にフランスへ留学。ここでヨーロッパ式の近代的民主義思想に触れ、その後、帰国した。

### 首相就任まで
帰国後、ピブーンソンクラームは人民党に入党し1932年に立憲革命を起こした。この後、第1～3代目首相をつとめたマノーパコーンニティターダー伯の元で閣僚をつとめていた。翌年10月ボーウォーラデート親王がクーデター（Boworadet Rebellion）を起こしたがプレークはこれを鎮圧して、さらにその翌年に成立した第4～第8代首相のパホンポンパユハセーナー伯の政権下で陸軍大将に就任した。若くして地位を得たプレークは同時に多くの政敵を生んだ。1934年2月と1938年11月9日には襲撃され、これとは別に同年の1938年12月9日には食事に毒を盛られて暗殺されそうにもなっている。

### 第1次ピブーン内閣
1938年12月20日 - 1942年3月6日

第一次ピブーン内閣の集合写真

1938年12月15日、そのときの首相パホンポンパユハセーナー伯の不信任に伴い議員を集めて投票を行ったが、113名の出席者の内、35票が当時ピブーンソクラームと共に幅を利かせていたソンスラデート伯に入り、ピブーンソンクラーム自身が得た票は5票であった。にもかかわらず、ピブーンソクラームは陸海軍の支持を受け12月20日ピブーンソンクラームは首相に就任した。ピブーンソンクラームは以前の暗殺未遂の経験から身の危険を感じ、翌年1月21日、王族・官僚・民選議員（民選議員選挙で選ばれた議員のこと。当時、旧人民党派閥は優先的に議席を確保していた。）合わせて51名を逮捕し、うち18名を処刑、その他は国外退去命令や王族籍の剥奪を被った。
その後、ラッタニヨムと呼ばれる一種の愛国主義政策を次々と発表。国名の変更（サヤームからタイへ）や、服装制限、タイ文字の改変など各種の政策を実施した。これは華人をタイ人化させる一種の同化政策、あるいは国民統制の性格を持っていた。これと平行してピブーンソンクラームは華語学校をすべて閉鎖させ、華語新聞も『中原報』のみとし、たばこ産業の独占化（タイ・タバコ専売公社 (TTM) の成立）、燕の巣（燕窩）の採掘ライセンスの保留、食品商やタクシー・ドライバーの外国人締め出しなど、強攻策を行い華人を閉め出した。その一方で華人への帰化自体は許可していたことからこれは華人の同化を促進した。
対王族政策では、王室財産局を設置し、王室・王族の財産を制限しようとした。この政策は一時的に効力を上げたが、実際には後々、タイ経済の発展に伴い財閥化し、タイ最大の企業グループとなった。
第二次世界大戦勃発後の1940年6月12日に、ピブーンソンクラームはフランス - タイ、日本 - タイで同じ日に相互不可侵条約を締結し、中立政策を吹聴した。しかしドイツがフランスを占領するとピブーンソンクラームはこれをすぐに翻し、同年9月10日、フランスと対仏国境紛争を開始した。三日後インドシナ半島の一部の割譲をフランスに要求することで事態を打開しようとしたがしかしフランスがこれを拒否したため、紛争は翌年までもつれ込んだ。1941年日本がこの仲介に入り、5月9日には東京条約が締結され、フランスがタイに旧タイ領の4県を返還することで同意した。同年7月28日この功績によりピブーンソンクラームは元帥に昇格し、以降は中立政策を吹聴したが、10月に日本とタイが両国の公使館を大使館に格上げしていることなどから、以降は日本寄りになっていったと考えることが出来る。
タイは松岡洋右外相が「泰勢力英米七割、日本三割」 と述べたように親英で、開戦直前1941年11月にもピブーン首相が英国の駐タイ公使に「タイが侵略を受けたら英米が対日宣戦を布告する、と英米が共同で声明するように要請し、あるいは英国の単独声明でもいい」と訴えた。
1941年12月頃、ピブーンソンクラームは太平洋戦争勃発による危機感から、国民総動員体制を導入。同5日と7日には日本の坪上貞二大使が日本軍のタイ通過を求めてピブーンソンクラームを訪れたがバンコクには不在であった。これは意図的なことで、フランスの脅威がなくなった後も、依然日本とイギリスという大国が存在していたため、日本のみに便宜を図ってイギリスの恨みを買うのを恐れたためである。結果、同8日には日本は強引にタイ領通過をもとめて日本軍をタイ領に侵攻させた。日本軍は南タイのソンクラー、パッターニー、およびバンコク南東部のプラチュワップキーリーカンに軍を導入。各地で文民・軍人を問わず抵抗運動が起きタイ側は183人が死亡、日本側は141人が死亡した。ピブーンソンクラームは同11日には日本国軍隊のタイ国領域通過に関する協定を承認した。ピブーンソンクラームは事実この協定に乗り気ではなかった、この協定がタイを事実上、日本の占領下に置くことになりるためである。ピブーンソンクラーム自身も「山の上から岩石が落ちてきたようなもの」との旨をコメントしていた。
しかし、ピブーンソンクラームは協定の締結後態度が一変する。この協定ではタイが日本に協力することを要求していた一方で、機密事項として日本はタイの失地回復に協力するとしていたからである。ピブーンソンクラームは、この時日本との協定はタイにとって利があると判断したため、1942年1月8日にはイギリス軍が首都・バンコクを爆撃したのを機に25日、ピブーンソンクラームは中立政策を完全に翻し英国、米国に宣戦布告。タイは枢軸国となった。

### 第2次ピブーン内閣
1942年3月6日 - 1944年8月1日
1942年4月ごろ、後に首相になるセーニー・プラーモートは祖国が日本に「占領」されているのを見て、自由タイという抗日運動をアメリカ留学仲間と始めた。これは後にイギリスのタイ人留学グループにまでおよび英国では自由タイのメンバーは英国兵として受け入れられ、特殊訓練が施された。またピブーンソンクラーム内閣の閣僚で国内にいたルワン・プラディットマヌータム（本名プリーディー・パノムヨン、後の首相）までも参加していた。むろんピブーンソンクラームはこれに気が付いていたが、黙認し、一方で日本に対しては自由タイなどないかのように振る舞っていた。
このころまでに日本の行為はタイの社会を混乱させるようになった。日本は日本国内の慢性的な食糧不足を改善するために、タイ米を日本に送ろうとし、バーツを円と等価に切り下げた。またタイ政府から大量の軍費を借り入れ、それを、戦時で物流の乏しかったタイの市場で大量に消費したが、これはタイ国内で大きなインフレを生じ、農村経済に打撃を与えた。同盟国であったため泰緬鉄道の建設現場以外ではあからさまな虐待が行われなかったものの、店の商品をくすねたりと言うようなことも行われ、官吏・一般人を問わず素行の悪い一部の者により、日本は大いに評判を下げていた。現在、タイにある日本人にたいする蔑称（ユンピー「ニポ公」やアイティア「ちび」）もこのころ生まれたと考えられている。
1943年2月13日敗戦の色が濃くなってきたため、ピブーンソンクラームは辞表をラーマ8世（アーナンタ・マヒドン）に提出する。2日後気を取り直して辞表を撤回するが、10月20日には自由タイのメンバーであったディレーク・チャイヤナームを外相に就任させた。このとき、ピブーンソンクラームはすでに、敗戦に向けてある程度腹をくくっていたようである。
1943年2月6日、ピブーンソンクラームは首都が壊滅したときのことを考えて、日本軍の知らないところでペッチャブーン仏教都市建設計画を発表。7月4日には東條英機がマレーの4州とビルマ（ミャンマー）のモンパン州、ケントン州を手みやげにピブーンソンクラームを訪れたが、ピブーンソンクラームはあまり興味を示さず、大東亜会議には日本から要求されたものの病気であると称してラーマ4世（モンクット）の孫であるワンワイタヤーコーン親王を代理として派遣するに留まった。
翌年7月22日、これまでのピブーンソンクラームの独裁ぶりに反感を持つ者のたまり場と化していた人民代表院によってペッチャブーン仏教都市計画が否決され、ついでに不信任案を突きつけた。ピブーンソンクラームは2日後自ら辞表を提出し、首相を退いた。

### 政界一時引退時期
1943年8月17日、新首相クアン・アパイウォンはロッブリーでピブーンソンクラームと会談した。これはピブーンソンクラームが元帥に就任したままになれば、敗戦時に連合国側から責任を問われるのをクアンが恐れたため、何らかの形でピブーンソンクラームが軍事方面から身を退く必要があることを伝えるためである。その一方でクアンはピブーンソンクラーム首相就任時代の反対派一掃作戦の二の舞になるのを恐れていた。会談の結果は、ピブーンソンクラームは頑なに元帥の地位から降りることを拒否したのみであった。のち、8月25日、クアンは強制的にピブーンソンクラームを元帥から罷免したうえで（罷免されても元帥の称号は残る）、ある程度の譲歩を見せピブーンソンクラームを国家最高顧問の座につけた。
その後ピブーンソンクラームはパトゥムターニーに身をひそめていたが、後に終戦を迎えて自由タイが政権の座につくと、9月13日に首相のタウィー・ブンヤケート（任期：1945年8月31日 - 9月17日）によって最高顧問を解任された。セーニー・プラーモート（任期：1945年9月17日 – 1946年1月13日）首相が就任すると、10月10日に戦争犯罪人法が成立し、投獄された。翌1946年1月31日クアン・アパイウォンが首相に復帰したが直後の3月に辞任し、自由タイ系の政治家が短期間の間に入れ替わり、政府は非常に不安定な状態が続いた。
プリーディー・パノムヨン（任期：1946年3月24日 – 1946年8月23日）は混乱しきった政局を収集するために尽力し、4月には戦争犯罪人法が無効であるという判決が最高裁でなされ、ピブーンソンクラームは無罪放免で釈放の運びとなった。
1946年5月にフランス軍がタイ領を攻撃した。国際社会への復帰を優先せざるを得ないプリーディー政権は領土の引き渡しに応じ、ナコーン・チャンパーサック県、ピブーンソンクラーム県、プレアタボン県の3県（旧仏印のチャンパーサック県・バタンバン州・シェムリアップ州）はフランスに返還された。
1946年6月9日にアーナンタ・マヒドン王（ラーマ8世）が多少不可解な状況の死に方をしており、公式見解としては銃の手入れ中の暴発事故だという。

### ピブーンの返り咲き
この時代インドシナでは共産党が勢力をのばしつつあったが、自由タイ系の不安定な政府が、インドシナ共産化の危機を感じていないことに対する危機感が軍部内部で高まり、ピブーンソンクラームは軍部から政変団（คณะทหารแห่งชาติ - National Soldier’s Committee）と呼ばれる組織を作り、1947年11月8日、タイ・クーデター（รัฐประหารในประเทศไทย พ.ศ. 2490、「仏暦2490年のタイ・クーデター」）を起こし、タワン・タムロンナーワーサワットが辞職し、クアン・アパイウォンが新たに首相に就いた。これによりピブーンソンクラーム男爵は政界に復帰し、仏暦2490年タイ王国憲法が成立した。
翌年、ピブーンソンクラームは軍部を使ってクアン・アパイウォンに圧力をかけ、結果的に退陣させた。これをピブーンの返り咲きという。

### 第3次ピブーン内閣
1948年4月8日 - 1949年6月15日
ピブーンソンクラームはクアン・アパイウォンに圧力をかけ、結果的にクアン内閣を総辞職に追い込んだ。これにより1948年4月8日に第3次ピブーン内閣が発足した。同年10月1日、これに反感を持つ将校反乱が発生したが、ピブーンソンクラーム男爵はこれを鎮圧した。その後1949年2月26日には、プリーディー・パノムヨンが関連していると見られる王宮反乱が起こった。これを鎮圧したのが後に首相になるサリット・タナラットであった。この後サリットがピブーン政権内で台頭し、後にピブーンソンクラームに重用されるパオ・シーヤーノンと並んでピブーン政権内部の有力者となり、ピブーンソンクラームは二頭のゾウに乗っていると称された。他にも1950年1月29日洪水反乱と呼ばれるカート・カートソンクラームによる反乱も起こった。1949年の3月23日、仏暦2492年タイ王国憲法が成立しのちに、摂政が交代した後一旦内閣を解散、再編し1949年6月25日、第4次ピブーン内閣を成立させた。

### 第4次ピブーン内閣
1949年6月25日 - 1951年11月29日
ピブーンソンクラームはこのころアメリカ寄りの外交を見せ、1950年にはアメリカと経済協定（9月19日）、軍事協定（10月27日）を結んだ。
1951年6月21日、海軍を中心にした救国団により、マンハッタン号事件が起きた。これは、米軍からタイ海軍へマンハッタン号を贈与する式典中に、空軍がマンハッタン号を爆破した事件である。
式典に出席していたピブーンソンクラームは、2人の副官とともに海軍の砲艦に連行・拘束されたが、政府側は砲艦を爆撃。隙をついて艦から、チャオプラヤー川に飛び込み、とある警官に引き上げられで命を長らえた。クーデターは短期間で失敗し、海軍は後に勢力を縮小され、以降クーデターを主体的に行うことはなくなった。
同年の11月29日、政変団のメンバーであったピン・チュワンハンがクーデターを起こした。これはピブーンソンクラームに仕組まれたものであった。俗に静かなるクーデターと呼ばれ、仏暦2475年サヤーム王国憲法の復興を目指したものであった。これにより第5次ピブーン内閣が成立、全政党が解散し、政治はピブーンソンクラームの独裁体制となった。

### 第5次ピブーン内閣
1951年11月29日 - 1951年12月8日
この内閣は非常に一時的なもので、ピブーンソンクラームは12月6日、仏暦2492年タイ王国憲法を廃止、仏暦2475年サヤーム王国憲法とその改正憲法一時的に復活させ、その2日後、内閣は総辞職し、第6次ピブーン内閣が発足した。

### 第6次ピブーン内閣
1951年12月8日 - 1952年3月23日
この内閣も一時的なもので、翌年の2月26日に選挙が行われ、3月8日には仏暦2495年改正版・仏暦2475年タイ王国憲法が成立した。これにより、第7次ピブーン内閣が成立した。

### 第7次ピブーン内閣
1952年3月24日 - 1957年2月26日
第7次ピブーン内閣は就任早々、平和委員会反乱の計画が発覚する。これは未遂に終わったが、メンバーが軒並み11月10日に更迭された。この事件の結果、ピブーンソンクラームの権力がさらに高まった。ピブーンソンクラームはこのころより永年宰相と呼ばれるようになる。
1953年4月14日、ピブーンソンクラームは夫人を連れて欧米を訪問。帰国後「これからはタイも民主主義で行く」と宣言した（ハイド・パーク運動）。この後、王宮広場でロンドンのハイド・パークにヒントを得て政見を自由に発表する場を設置した後の1955年9月26日には、ピブーンソンクラームは政党法を確立。一方でピブーンソンクラームは自分の支持基盤、自由マナンカシラー党を設立して政党政治のタイへの浸透に勤めた。
同年4月17日、夫人を伴って来日。同月21日には皇居で宮中午餐が催された。
1957年2月26日にはピブーンソンクラームの任期満了に伴い、選挙が実施された。ピブーンソンクラームはこの時、腐敗が発覚し、3月2日この不正に対するデモが生じた。この時、ピブーンソンクラームは非常事態宣言を発表。このデモの鎮圧を任されたのがサリット・タナラット陸軍司令官であった。サリットはデモを武力で頭ごなしに鎮圧するのを避け、対話の姿勢を取った。このころからサリットはピブーンソンクラームに愛想を尽かし始めていた。同年3月14日には非常事態宣言を解除して21日第8次ピブーン内閣を成立させた。

### 第8次ピブーン内閣
1957年3月21日 - 1957年9月16日
第8次ピブーン内閣が発足した年の9月から、ピブーンソンクラームの政権を揺るがす事件が勃発した。まず12日にサリット・タナラット陸軍元帥、タノーム・キッティカチョーン陸軍中将らが軒並み自由マナンカシラー党を離脱。翌日にはサリット・タナラットが、ピブーンソンクラーム首相とパオ・シーヤーノン警察局長の解任を迫った。15日には王宮広場のハイド・パーク運動により、ピブーン政権が批判された。サリットは時機が熟したと判断し、組織しておいた兵団を用いて、翌日の16日にクーデターを行った。これによりポット・サーラシンが新たに首相として就任した。

### 晩年
革命が行われるとピブーンソンクラームはトラート県に逃げ、そこからカンボジアへ亡命。その後、知人が多い日本へ移り住んだ。
1964年6月11日午後8時30分頃、神奈川県相模原市の自宅にて66歳で死去した。その日の昼まではいつも通り友人たちと昼食をとり、健康だったというが夕方になると突然倒れ亡くなったという。こうしたことから、毒殺説もある。

## 家族
- ピブーンソンクラームの妻は、タイの女性教育に大いに貢献した人で有名であるが、ピブーンソンクラームと結婚したときわずか13歳の女教師であった。
- 2006年の軍事クーデター後に成立した、スラユット・チュラーノン内閣の外務大臣を務めたニット・ピブーンソンクラーム（タイ語版）は、ピブーンソンクラームの息子である。